# Lunan Burn
Der Lunan Burn ist ein Fluss in der schottischen Council Area Perth and Kinross. Er entspringt in den Grampians etwa fünf Kilometer nördlich von Dunkeld in etwa 425 m Höhe. Der Lunan Burn ist nicht zu verwechseln mit dem Lunan Water in der benachbarten Council Area Angus.
Der Lunan Burn fließt in südlicher Richtung ab und durchläuft nach etwa vier Kilometern kurz nach der Unterquerung der A923 mit Loch of Craiglush, Loch of the Lowes und Loch of Butterstone eine Abfolge dreier kleiner, nahe beieinander liegender Seen. Dem Verlauf der A923 in östlicher Richtung folgend, erreicht der Lunan Burn etwa fünf Kilometer flussabwärts den Loch of Clunie und fließt knapp zwei Kilometer weiter östlich durch den Loch of Drumellie. Aus diesem fließt er in südöstlicher Richtung ab, verläuft unter der A93 und der A984 hindurch und mündet schließlich etwa drei Kilometer westlich von Coupar Angus in den Isla, der wiederum etwa drei Kilometer westlich im Tay aufgeht.
Auf seinem gesamten Lauf überwindet der Lunan Burn einen Höhenunterschied von etwa 385 m.